# Governo de Stavropol
O Governo de Stavropol (em russo:  Ставропольская губерния, transl. Stavropol'skaya guberniya) é uma divisão administrativa do Império Russo, e depois da RSFSR, com a cidade de Stavropol como capital. Criado em 2 de maio de 1847 no oblast do Cáucaso, o governo existiu até 1918 e a proclamação da República Soviética de Stavropol.

## Geografia
A província de Stavropol estava localizada no Cáucaso do Norte, delimitada (no sentido horário a partir do norte) pelo oblast do Exército de Don, governo de Astrakhan e pelos oblasts de Terek e Kuban.
O território do governo de Stavropol está atualmente localizado principalmente no Krai de Stavropol.

## Subdivisões administrativas
No início do século XX, o governo de Stavropol foi dividido em cinco uezdes (distritos) e um território: Alexandrovskoye, Medvejié, Blagodarny, Stavropol, Praskoveia e o território dos povos nômades.

## População
Em 1897 a população do governo era de 873.301 habitantes, dos quais 55,2% eram russos, 36,6% ucranianos e 2,3% nogais.

## Apêndice
- Enciclopédia Brockhaus e Efron, vol. XXXI, p. 390-396, (ru) Governo de Stavropol ( Wikisource )